# Pleosporales
Pleosporales es el orden más grande en la clase de hongos Dothideomycetes. Para 2008 se estima que contiene 23 familias, 332 géneros y más de 4700 especies. La mayoría de las especies son saprotróficas sobre el material vegetal en descomposición en ambientes de agua dulce, marinos o terrestres, pero varias especies también están asociadas con plantas vivas como parásitos, epífitas o endofitos. Las especies mejor estudiadas causan enfermedades de las plantas en cultivos agrícolas importantes, por ejemplo, Cochliobolus heterostrophus, que causa la plaga de la hoja de maíz del sur en el maíz, Phaeosphaeria nodorum (Stagonospora nodorum) que causa la mancha de gluma en el trigo y Leptosphaeria maculans que causa un garrote en el tallo (llamado pata negra) en los cultivos de repollo (Brassica). Algunas especies de Pleosporales se encuentran en el estiércol de los animales y un pequeño número de ellas se presentan como líquenes y hongos que habitan en las rocas.

## Taxonomía
El orden fue propuesto en 1955 como Dothideomycetes con ascomata perithecioide con pseudoparafisis entre los ascias, en cuyo momento había siete familias (Botryosphaeriaceae, Didymosphaeriaceae, Herpotrichiellaceae, Lophiostomataceae, Mesnieraceae, Pleosporaceae y Venturiaceae) Tres familias más fueron añadidas en 1973 (Dimeriaceae, Mycoporaceae y Sporormiaceae). La orden sólo se describió formalmente en 1987 (Barr) con 21 familias. En 2009 se agregaron cinco familias (Aigialaceae, Amniculicolaceae, Lentitheciaceae, Tetraplosphaeriaceae y Trematosphaeriaceae). La familia Halojulellaceae fue circunscrita en 2013.

### Subdivisión
Barr originalmente aceptó seis subórdenes para organizar a las familias. Se ha propuesto un suborden, Pleosporineae, que incluye cuatro familias (Didymellaceae, Leptosphaeriaceae, Phaeosphaeriaceae y Pleosporaceae). También Massarineae con cinco familias (Lentitheciaceae, Massarinaceae, Montagnulaceae, Morosphaeriaceae y Trematosphaeriaceae).

### Filogenética
Los Pleosporales forman un clado bien soportado, con 17 subclades. Como resultado de estudios filogenéticos, los Pleosporales han sufrido una reorganización considerable, en particular con referencia al género Phoma y la familia Didymellaceae. En consecuencia, varios géneros considerados inciertos se han colocado ahora dentro de esta última familia.

### Genera incertae sedis
Estos son géneros de los Pleosporales de taxonomía incierta que no han sido colocados en ninguna familia.

### Evolución
El miembro más antiguo de Pleosporales es el extinto género Margaretbarromyces que fue descrito desde los estratos eocenos en la isla de Vancouver, Columbia Británica.